# Les Rêveries du promeneur solitaire
 (mai 2025).
Si vous disposez d'ouvrages ou d'articles de référence ou si vous connaissez des sites web de qualité traitant du thème abordé ici, merci de compléter l'article en donnant les références utiles à sa vérifiabilité et en les liant à la section « Notes et références ».

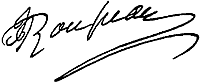
Signature de Rousseau.

Les Rêveries du promeneur solitaire est un ouvrage inachevé de Jean-Jacques Rousseau rédigé entre 1776 et 1778, en France, à Paris puis chez René-Louis de Girardin au château d'Ermenonville.
Dans cet ouvrage, Rousseau décrit les persécutions secrètes qu'il prétend avoir subi pendant plusieurs décennies. Il confesse ne pas savoir si sa situation d’homme persécuté, isolé, seul contre tous, est le fruit d’une machination politique ou d’un de « ces secrets du ciel impénétrables à la raison humaine ». Certains commentateurs ont parlé de paranoïa. D’autres à l’instar de Musset-Pathay ou de G. H. Morin, ont défendu l’hypothèse d’un complot généralisé, fomenté par le pouvoir en place,.
Ce livre annonce, à la manière des Nuits d'Edward Young (1742-1745) ou des Souffrances du jeune Werther de Goethe (1774-1787), la naissance du romantisme européen.

## Historique

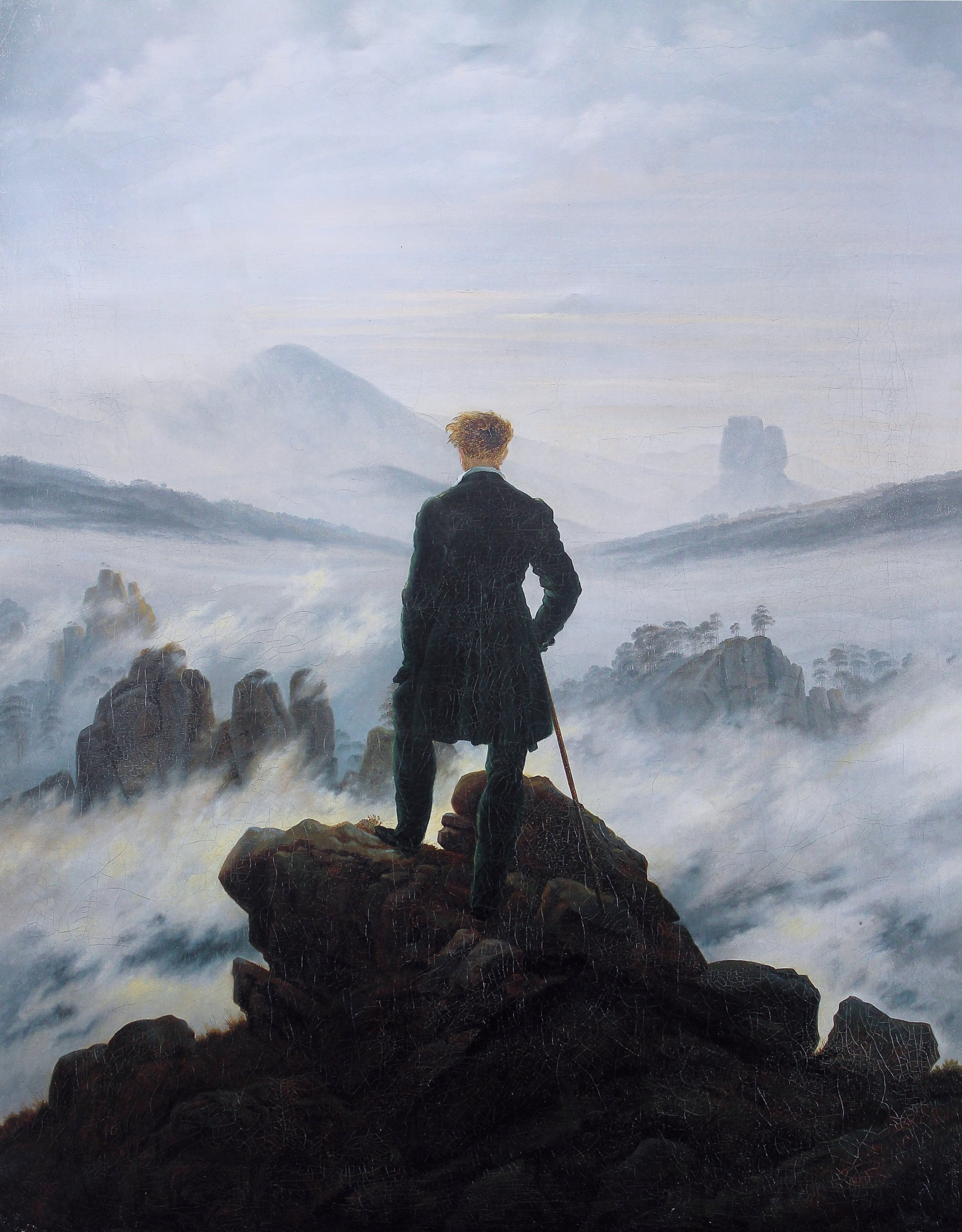
Le Voyageur contemplant une mer de nuages de Caspar David Friedrich (1818).

Les Rêveries du promeneur solitaire est une publication posthume de l'écrivain et philosophe genevois Jean-Jacques Rousseau. Il constitue le dernier de ses écrits, la partie finale ayant vraisemblablement été conçue quelques semaines avant sa mort, et l'œuvre étant inachevée.
Sa rédaction s'est établie tout au long des deux dernières années de sa vie, jusqu'à son refuge au château d'Ermenonville : les avanies subies pendant ses années d'errance l'ont contraint à cet exil après l'accueil de ses Dialogues, et peut-être également la mort de Louis François de Bourbon (dit le Prince de Conti) durant l'été 1776.

## Présentation générale
Les Rêveries du promeneur solitaire tiennent à la fois de l'autobiographie et de la réflexion philosophique : elles constituent un ensemble d'une centaine de pages, l'auteur employant très généralement la première personne du singulier et apportant par digressions quelques détails sur sa vie.
Le livre, qui se présente comme « un informe journal [des] rêveries » de Rousseau, est composé de dix sections inégales, appelées promenades, qui sont des réflexions sur la nature de l'Homme et son Esprit. Rousseau, à travers cet ouvrage, présente une vision philosophique du bonheur, proche de la contemplation, de l'état ataraxique, à travers un isolement relatif, une vie paisible, et surtout, une relation fusionnelle avec la nature, développée par la marche, la contemplation, l'herborisation que Rousseau pratique.
Ces Rêveries cherchent à produire chez le lecteur un sentiment d'empathie qui lui permettrait à travers l'auteur de mieux se saisir lui-même.
Avec les Confessions, Jean-Jacques voulait d'abord faire la lumière sur le citoyen Rousseau et sur sa vie ; cette œuvre postérieure est davantage une invitation au voyage et une réflexion générale sur son mode de pensée.

## Nouveauté du projet
L'exploration que Rousseau a fait de lui-même a créé une véritable révolution. Depuis le romantisme, écrire sur soi, l'introspection, l'intérêt qui s'attache à ce qu'un individu a de particulier, n'a rien de révolutionnaire. À l'époque de Rousseau, la sphère des lettres n'était pas propice à l'introspection. L'individu ne se définissait pas par son existence propre, mais à travers son groupe social. Rousseau participe à la genèse de l'individualisme.
Cette œuvre est inclassable, à la croisée de plusieurs formes littéraires : mémoire, confession religieuse et essai — tout en les dépassant. Rousseau inscrit ces derniers écrits autobiographiques dans cette triple dimension. L'écriture du « moi » n'est plus spécifiquement chrétienne ni aristocratique.

### Les mémoires
Les mémorialistes écrivent pour illustrer leur fonction dans le monde. Cependant, Rousseau s'en distancie. Rousseau ne laisse aucune place à la généalogie. Il se limite à dire qui sont ses parents. Les confessions constituent une véritable coupure avec le style mémorialiste. Rousseau s'y introduit lui-même comme un être à la fois différent et ordinaire. Chose inconcevable pour la noblesse d'alors, Rousseau ne se définit plus par son nom. Avant Rousseau, les mémoires n'étaient pas le lieu de démarches introspectives mais se voulaient témoignant de l'histoire. Rousseau veut quant à lui présenter sa propre personnalité et son évolution au lecteur.

### Les confessions religieuses: examens de conscience faits à Dieu
Dans son caractère apologétique, l'œuvre ressemble à des confessions religieuses, comme celles de Saint Augustin.
Cependant, Rousseau se distingue d'autres confessions religieuses. Rousseau se laisse aller au plaisir de l'écriture et au plaisir de la remémoration. L'écriture seule entretient les rêveries et souvenirs. Dans les Rêveries, Rousseau a ouvert la porte à la lecture et à l'écriture moderne.

### Les essais
Rousseau cherche à se distancier, pourtant, de ce qui avait déjà été fait, car il écrit pour lui et non pour le monde. Il abandonne l'explication ou la volonté de s'expliquer au monde. Rousseau a déjà prouvé qu'il était innocent. Les Confessions sont un récit complet, à la différence d'autres essais.

## Première promenade

### Résumé
Insulté et blessé par ses contemporains depuis plus de 15 ans, Jean-Jacques Rousseau s'est débattu pendant 10 ans avant de cesser toute résistance, pour parvenir enfin à la tranquillité. Cette nouvelle attitude est le fruit d'une réflexion : sentant qu'il a toujours le dessous face à ses ennemis, il préserve ainsi son énergie ; de plus, devenu incapable d'imaginer pire que ce qu'il endure, il ne craint plus rien. Il lui est également impossible d'envisager une meilleure situation, et il préfère maintenant sa solitude. Il a enfin perdu l'espoir d'une reconnaissance posthume, avec lequel il vient d'écrire ses Dialogues : ses ennemis comptant parmi eux des corps collectifs, notamment les médecins et les oratoriens, ils se renouvelleront à chaque génération et tourmenteront sa mémoire après sa mort.
Dans cet état, Rousseau décide d'écrire, exclusivement sur lui et ses idées, et prend le parti d'écarter ce qui lui déplaît. Cet examen de sa personne, comme celui qu'il avait mené auparavant dans les Confessions, lui permettra de mieux se connaître et peut-être de s'améliorer. Mais il ne s'agit plus de confessions car il ne fait plus rien, ni de bien ni de mal, et ne vit qu'intérieurement. De plus, cette fois il écrira ses pensées dans l'ordre où elles lui viennent et, seul point qui distingue son entreprise de celle de Michel de Montaigne lorsqu'il rédigeait ses Essais, il ne le fera que pour lui-même, pour le plaisir de les écrire et plus tard de les relire. Alors qu'il se cachait pour écrire Confessions et Dialogues, il ne craint plus qu'on lui vole ou falsifie son texte, et personne ne peut troubler son bonheur.

### Analyse
« Me voici donc seul sur la terre, n'ayant plus de frère, de prochain, d'ami, de société que moi-même. » Ainsi débute le texte des Rêveries. Jean-Jacques Rousseau interpelle directement le lecteur, lui faisant part de sa retraite et de sa condition, se posant lui-même comme un vieil homme sans illusion.
Rousseau pose le texte des Rêveries comme celui d'un homme apaisé.
Jugeant l'œuvre des Rêveries comme une thérapie personnelle, il les considère également implicitement comme ses dernières lignes, sans escompter ni désirer de lecteurs,.

## Deuxième promenade
Dans cette seconde promenade, Rousseau explique son approche particulière de ses rêveries : il ne fait pas que les décrire, il les revit à chaque fois qu'il se les remémore.
Pour appuyer son explication, il fait part d'un exemple concret : son accident survenu le 24 octobre 1776 sur le chemin de retour d'une promenade à travers les vignes et les prairies entre Ménilmontant et le bourg de Charonne dans le Nord-Est de Paris. Il raconte avec précision comment les gens ont cru à sa mort bien qu'il ne souffrît que de quelques blessures. Cet instant de sa vie représente un moment-clé pour lui, puisqu'à cause de cet accident il perd la conscience de son identité pendant quelques minutes et se retrouve comme Le Voyageur sans bagage de Jean Anouilh, au plus proche de sa nature originelle d'homme. Cette expérience le porte à croire toujours plus que l'homme serait davantage heureux dans un état de nature puisque ces quelques minutes d'errance sont le plus bel instant de sa vie d'homme. Pour lui le bonheur est dans l'ignorance. Par ailleurs, la violence du choc de l'accident est paradoxale avec le calme et l'extase ressentis par Rousseau.
C'est aussi lors de cette promenade que Rousseau découvre l'incroyable comportement des gens. Au contraire d'hommages « posthumes », on porta outrages et indignités à sa mémoire ; la vénalité des hommes fit qu'ils avaient déjà souscrit une impression des ouvrages que l'on pourrait retrouver chez lui après sa mort. Rousseau condamne ces actes mais se sent impuissant à modifier les choses. On le retrouve blessé et son dégoût vis-à-vis des hommes n'est alors qu'amplifié. Il parle de « complot universel ». Cependant, la « vérification » que Rousseau donne de l'existence du complot est parfois expérimentale.
Rousseau regarde son sort comme voulu par Dieu et s'aperçoit que la méchanceté des hommes est trop parfaite, trop absolue, pour être chose humaine : elle résulte donc d'une volonté divine : « je ne puis m'empêcher de regarder désormais comme un de ces secrets du Ciel impénétrables à la raison humaine la même œuvre que je n'envisageais jusqu'ici que comme un fruit de la méchanceté des hommes ».
Rousseau s'en remet au jugement divin, sans toutefois laisser de côté le fait de cultiver la vertu théologique de l'espérance puisque sa volonté est voulue par Dieu, c'est de la Volonté de Dieu qu'il espère une certaine réhabilitation. Cette dernière réflexion de la seconde promenade introduit la troisième.

## Troisième promenade
La citation qui inspire le chapitre vient d'un vers de Solon : « Je deviens vieux en apprenant toujours. »
Rousseau entre dans sa troisième réflexion en parlant de l'expérience : « La jeunesse est le temps d'étudier la sagesse ; la vieillesse est le temps de la pratiquer ». Ici, la citation s'inspire d'un proverbe de Bias de Priène : « Il faut user de la jeunesse comme un atout, et de la vieillesse comme un viatique ». Il emmène une question d'ordre purement philosophique, à savoir si aux moments qui rapprochent l'homme de la mort, il est temps pour lui d'apprendre comment il aurait dû vivre ? Il répond peu après : « Que sert d'apprendre à mieux conduire son char quand on est au bout de la carrière ? » Cette métaphore traditionnelle du cours de la vie donne espoir à Rousseau et le pousse à réfléchir sur la morale métaphysique.
Dans cette troisième promenade, Rousseau examine les dispositions de son âme en ce qui touche ses sentiments religieux. Il remonte ainsi le chemin qui l'a conduit à écrire Profession de foi du vicaire savoyard. Le thème de la morale est également évoqué comme étant dépendante de la métaphysique, car ce qu'on doit faire dépend de ce qu'on doit croire.
Rousseau présente sa première réflexion sous forme de discours qui est une présentation vivante de ses opinions révélées dans toute la 3e promenade : « Je me suis toujours dit : tout cela ne sont que des arguties et des subtilités métaphysiques qui ne sont d'aucun poids auprès des principes fondamentaux adoptés par ma raison, confirmés par mon cœur, et qui tous portent le sceau de l'assentiment intérieur dans le silence des passions. »
La dernière phrase est très éloquente : « Heureux si par mes progrès sur moi-même, j'apprends à sortir de la vie, non meilleur car cela n'est pas possible, mais plus vertueux que je n'y suis entré. »

## Quatrième promenade
« Je me souviens d'avoir lu dans un livre de Philosophie que mentir c'est cacher une vérité que l'on doit manifester. »

Rousseau explique et justifie sa devise sur la vérité.
Pour lui, il existe deux catégories de mensonges :
- Les mensonges condamnables : le mensonge qui cause le renvoi de la servante ;
- Les mensonges innocents : la deuxième catégorie englobe une autre sorte de mensonges, qui portent sur des choses indifférentes. Il se retrouve lui-même souvent confronté à l'utilisation de ces mensonges. Il éprouve facilement de la honte dans certaines situations, il ment alors par réflexe ou par embarras, mais sans préméditation. Il n'ose pas se rattraper par la suite et avouer qu'il a menti, de peur de se faire un nouvel affront. Il se repent de celui-ci sans oser le réparer.

Mentir dans la littérature :

« Mentir sans profit ni préjudice de soi ni d'autrui n'est pas mentir : ce n'est pas mensonge, c'est fiction. »

1. Il explique que la fiction à objet moral sont des fables ou des apologues, qui traitent des valeurs morales de façon sensible et agréable. Dans ce cas-ci le mensonge ne sert qu'à habiller la vérité.
2. « Il est d'autres fictions purement oiseuses, telles que sont la plupart (ici la Nouvelle Héloïse et Julie s'en éloignent, car elles traitent de valeurs morales qui sortent de la masse) des contes et des romans qui (...) n'ont pour objet que l'amusement ». Celles-là sont dépouillées de toute utilité morale parce qu'elles ne sont utiles que pour celui qui raconte les mensonges.

« La différence donc qu'il y a entre mon homme vrai et l'autre, est que celui du monde est très rigoureusement fidèle à toute vérité qui ne lui coûte rien mais pas au-delà, et que le mien ne la sert jamais si fidèlement que quand il faut s'immoler pour elle. »

Il a souvent été tenté de mentir sur des épisodes de sa vie lorsqu'il écrivait ses Confessions, afin de donner une image positive de lui, mais il a préféré exagérer un peu ces situations, afin d'être un peu dur avec lui-même, et d'une certaine manière, de porter un jugement sur sa personne. Il a donc un peu tendance à être masochiste, en se rudoyant lui-même. C'est grâce à cette méthode qu'il espèrera d'une certaine façon, se déculpabiliser, en inspirant au lecteur une certaine compassion. Mettant en évidence des mensonges superficiels, il pourrait y trouver moyen de cacher une vérité plus grave.

## Cinquième promenade
« De toutes les habitations où j’ai demeuré (et j’en ai eu de charmantes), aucune ne m’a rendu si véritablement heureux et ne m’a laissé de si tendres regrets que l’île Saint-Pierre [...] il m’eut suffi durant toute mon existence sans laisser naître un seul instant dans mon âme le désir d’un autre état. »

« Quand le soir approchoit je descendois des cimes de l’Isle et j’allois volontiers m’asseoir au bord du lac sur la gréve dans quelque azyle caché ; là le bruit des vagues et l’agitation de l’eau fixant mes sens et chassant de mon ame toute autre agitation la plongeoient dans une rêverie delicieuse où la nuit me surprenoit souvent sans que je m’en fusse apperceu. Le flux et reflux de cette eau, son bruit continu mais renflé par intervalles frappant sans relâche mon oreille et mes yeux suppléoient aux mouvemens internes que la rêverie éteignoit en moi et suffisoient pour me faire sentir avec plaisir mon existence, sans prendre la peine de penser. »

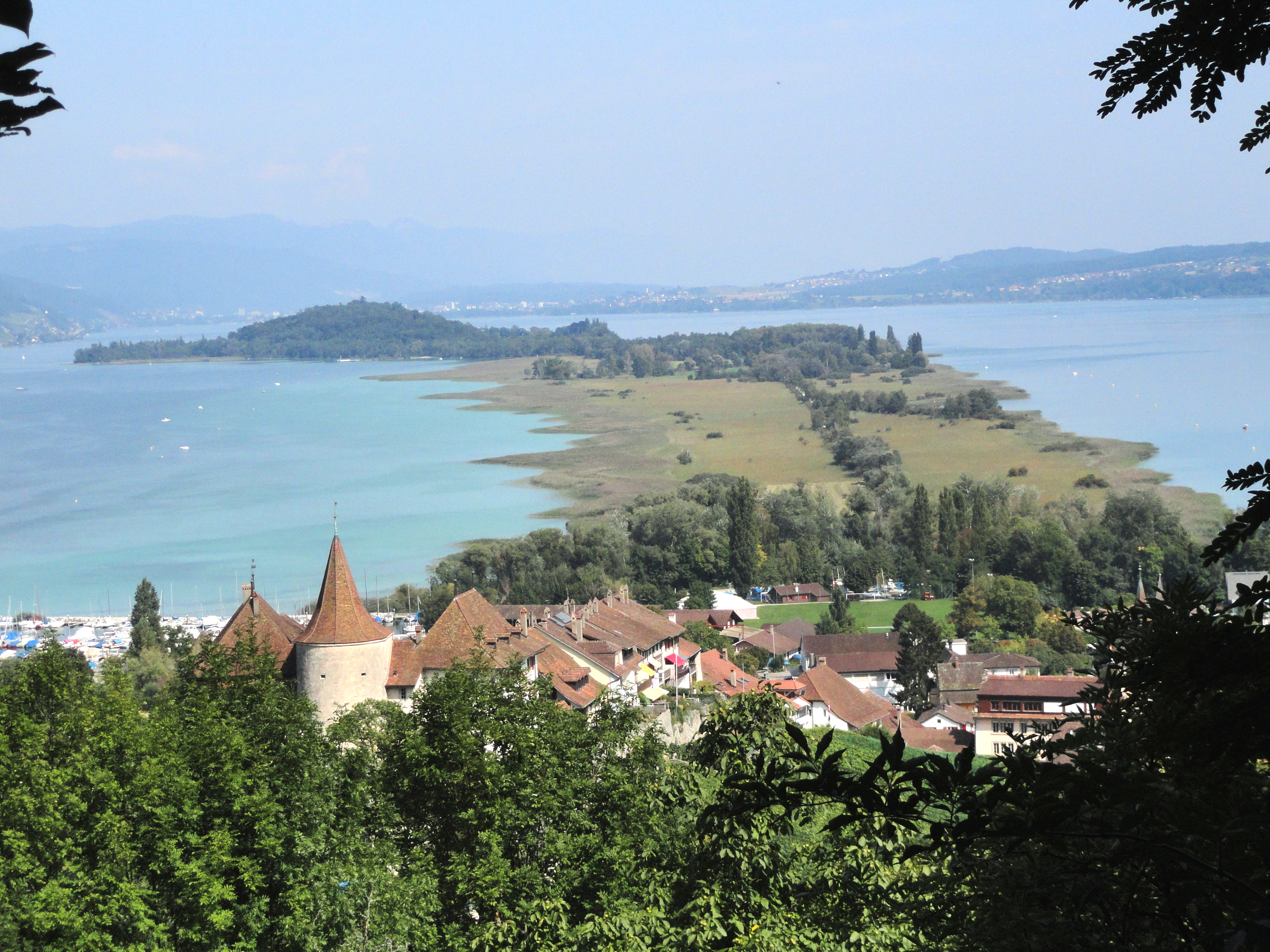
La lande et l'île Saint-Pierre où vécut Rousseau, vue de l'ouest.

La Cinquième promenade fait l’éloge du "far niente", de l’oisiveté, ou plutôt d’une activité sans contrainte. Le texte est rédigé d’après les souvenirs qu’a gardés Rousseau de son séjour sur l’île Saint-Pierre au milieu du lac de Bienne en Suisse.
Dans cette cinquième promenade, Rousseau parle du concept du bonheur "un état fugitif qui nous laisse encore le cœur inquiet et vide, qui nous fait regretter quelque chose avant, ou désirer encore quelque chose après."
Il décrit aussi un retour possible à un état non agité ou au calme des sens après avoir concentré ceux-ci sur le rythme et le mouvement des vagues du lac et cessé tout mouvement de ses pensées, illustrant à la fois l’état de concentration et de méditation.

## Sixième promenade
« Que ce soit les hommes, le devoir ou même la nécessité qui commande, quand mon cœur se tait, ma volonté reste sourde, et je ne saurais obéir. »

La dette est un devoir à remplir, le don est un plaisir que l'on se donne. Rousseau explique la conception de sa liberté, qu'il considère primordiale, et qu'il démontre par le contrat tacite entre un bienfaiteur et un obligé. Dès lors que l'on sait à quoi s'en tenir une fois l'engagement pris sciemment, la liberté se réalise le mieux dans l'abstention. Rousseau se décrit à nouveau, comme il le fait au sujet de sa vivacité intellectuelle dans la Cinquième Promenade : au cours de la sixième, il démontre son altruisme, et le raisonnement qui doit en découler si l'on suit ce que la liberté impose et propose, et ce que l'humanité impose ou retient, contre ou selon son gré. Devant la condescendance du bienfaiteur, il faut savoir toujours prévoir les conséquences, sous peine d'un assujettissement.

## Septième promenade
« Me voilà donc à mon foin pour toute nourriture, et à la botanique pour toute occupation. »

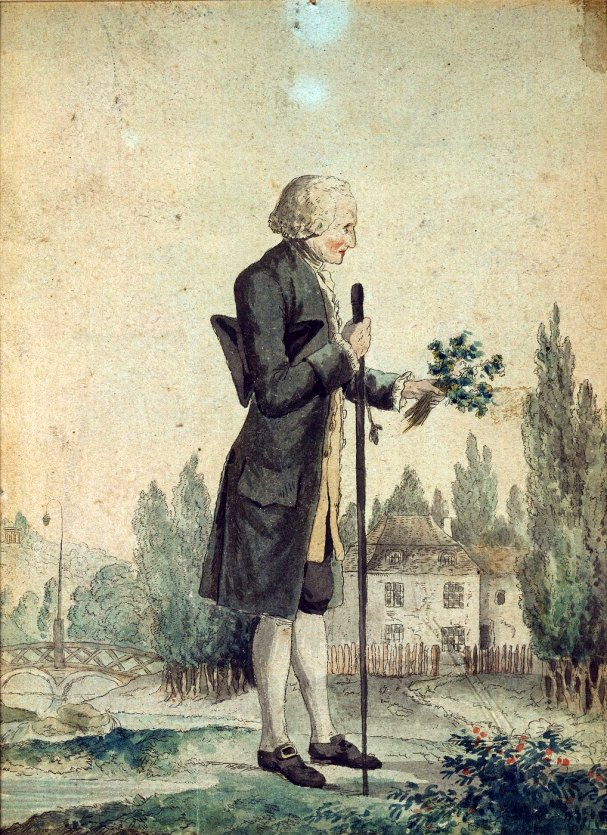
Rousseau herborisant à Ermenonville par Georg Friedrich Meyer (1778).

Rappelons que la Septième rêverie est la dernière qui soit parvenue mise au net des mains de Rousseau. Dans ce cas, est-ce l'annonce que ce serait déjà la fin des rêveries : "le recueil de mes longs rêves est à peine commencé, et déjà je sens qu'il touche à sa fin."
La stimulation de la rêverie tient de la botanique, qui lui inspire un certain détachement avec la réalité. Ce détachement lui permet de se sentir en vie, car chaque fois où il revient à lui, à ses méditations, il se sent revivre. Il raconte une herborisation sur le mont Chasseron. Pour Rousseau, les rêveries sont une échappatoire : "penser fut toujours pour moi une occupation pénible et sans charme."
Ainsi la botanique ne remplace en aucun point la rêverie, elle la promeut et l'alimente : "Elle me fait oublier les persécutions (...) elle me transporte dans des habitations paisibles (...) elle me rappelle et mon jeune âge (...) et me rend heureux bien souvent encore au milieu du plus triste sort qu'ait subi jamais un mortel."

## Huitième promenade
« je jouis de moi-même en dépit d'eux »

L'indifférence pour élément du bonheur. À partir de la Huitième Promenade, l'édition posthume et définitive comprend les brouillons que Rousseau n'a pas mis au net ; les reports et autres insertions sont le fruit d'une recherche scrupuleuse exacte et approfondie par les éditeurs de la première édition (en 1782). Le manuscrit est une écriture beaucoup plus petite et fait beaucoup de références et de renvois nombreux.
Rousseau parle de l'indifférence face au joug de l'opinion sur soi. Il ne s'agit pas de l'ignorer, mais plutôt de le maîtriser, dans l'indifférence.

## Neuvième promenade
« Je suis homme et reçu chez les humains. »

Il y explique ses amitiés, comme élément de son altruisme.
"Les petites privations s'endurent sans peine quand le cœur est mieux traité que le corps."

## Dixième promenade

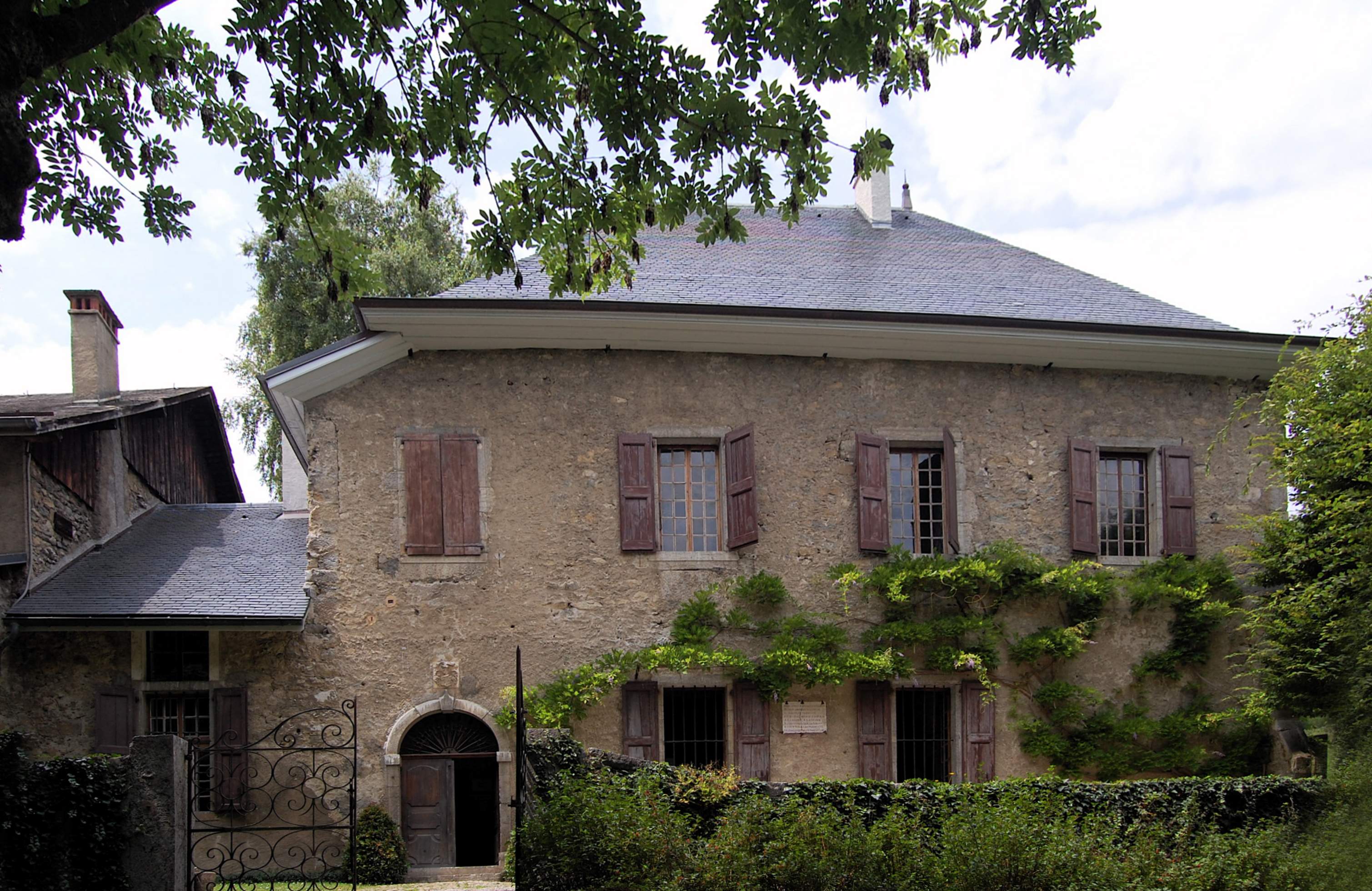
Les Charmettes

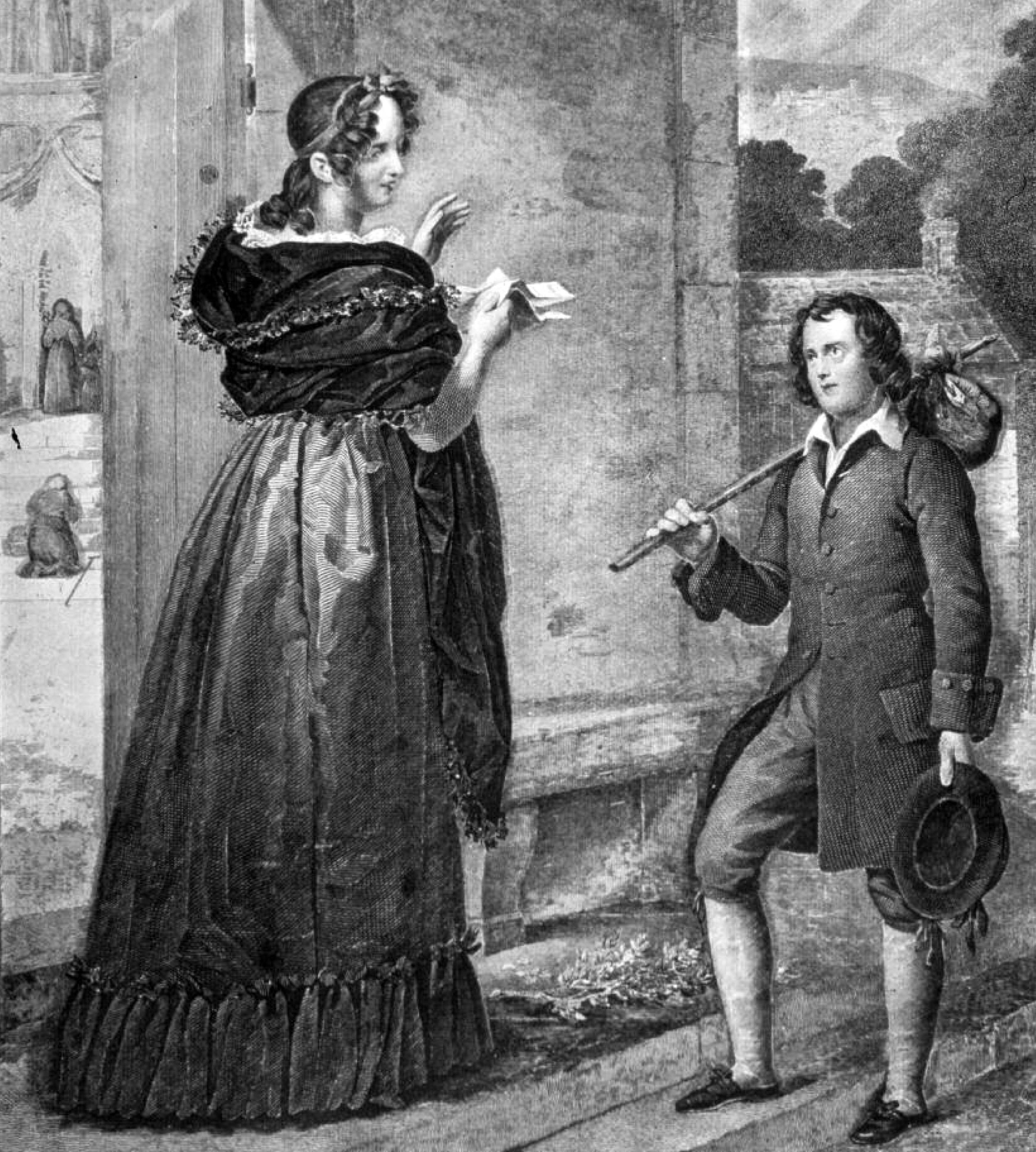
Première rencontre avec Madame de Warens par Steuben (1830) à Annecy

Promenade finale, elle est aussi la plus courte de l’ouvrage car elle est inachevée, Rousseau étant mort avant d’avoir pu finir son œuvre. Rousseau revient en quelques lignes sur le souvenir des Charmettes (à proximité de la ville de Chambéry) et de son amour pour Madame de Warens, avant de s’éteindre quelques semaines plus tard d’une crise d’apoplexie.